# Liste von Persönlichkeiten der Stadt Ansbach
Die Liste von Persönlichkeiten der Stadt Ansbach enthält Personen mit Bezug zur mittelfränkischen Stadt Ansbach, geordnet nach Ehrenbürgern, Oberbürgermeistern, Personen, die in der Stadt geboren wurden, sowie solchen, die von auswärts nach Ansbach kamen und dort gewirkt haben. Einige der aufgeführten Persönlichkeiten sind auf den örtlichen Friedhöfen (u. a. dem jüdischen Friedhof in Ansbach) beigesetzt.

## Ehrenbürger
Die Ehrenbürgerwürde erlischt mit dem Tod. Nach den Regularien der Stadt Ansbach können höchstens fünf gleichzeitig lebende Persönlichkeiten Ehrenbürger sein.
- Klaus Dieter Breitschwert (* 1943), Politiker (CSU), Mitglied des Bayerischen Landtages
- Friedrich Krafft von Crailsheim (1841–1926), Politiker (parteilos, nationalliberal), u. a. als Vorsitzender des Ministerrates[2]
- Paul von Hindenburg (1847–1934), offizielle Distanzierung durch den Ansbacher Stadtrat im Mai 2021[3]
- Adolf Hitler (1889–1945), offizielle Distanzierung durch den Ansbacher Stadtrat im Mai 2021[3]
- Bernhard Endres (1788–1850), Jurist, Bürgermeister (parteilos)
- Ludwig Keller (1839–1911), Jurist, Oberbürgermeister (Deutsche Freisinnige Partei), Mitglied des Bayerischen Landtages
- Hans Maurer (* 1933), Politiker (CSU), Staatsminister a. D.
- Hans Meiser (1881–1956), evangelischer Theologe, Pfarrer und Landesbischof
- Julius Meyer (1835–1915), Landgerichtsdirektor und Lokalhistoriker
- Georg Oberhäuser (1798–1868), Optiker und Mikroskophersteller
- Hermann Pies (1888–1983), Studienrat und Kaspar-Hauser-Forscher
- Konrad Porzner (1935–2021), Politiker (SPD), Präsident des Bundesnachrichtendienstes a. D.
- Ludwig Siebert (1874–1942), offizielle Distanzierung durch den Ansbacher Stadtrat im Mai 2021[3]
- Carl-Dieter Spranger (* 1939), Politiker (CSU), Bundesminister a. D.
- Julius Streicher (1885–1946), offizielle Distanzierung durch den Ansbacher Stadtrat im Mai 2021[3]
- Ernst-Günther Zumach (1926–2012), Oberbürgermeister (CSU)

## Oberbürgermeister
- 18??–1877: Wilhelm Mandel
- 1877–1905: Ludwig Keller (DFP) (1839–1911)
- 1905–1919: Ernst Rohmeder
- 1919–1934: Wilhelm Borkholder (ab 1933 NSDAP) (1886–1945)
- 1934–1945: Richard Hänel (NSDAP) (1895–unbekannt)
- 1945: Hans Schregle (SPD), eingesetzt von der US-Militärverwaltung (1890–1970)
- 1945–1950: Ernst Körner (SPD) (1899–1952)
- 1950–1952: Friedrich Böhner (1885–1965)
- 1952–1957: Karl Burkhardt (CSU) (1910–1997)
- 1957–1971: Ludwig Schönecker (CSU) (1905–1988)
- 1971–1990: Ernst-Günther Zumach (CSU) (1926–2012)
- 1990–2008: Ralf Felber (SPD) (1954–2019)
- 2008–2020: Carda Seidel (parteilos) (* 1964)
- seit 1. Mai 2020: Thomas Deffner (CSU) (* 1967)

## Söhne und Töchter der Stadt
Die folgenden Personen wurden in Ansbach geboren. Ob sie ihren späteren Wirkungskreis in Ansbach hatten, ist in dieser Aufstellung, die keinen Anspruch auf Vollständigkeit erhebt, nicht berücksichtigt. Ebenso nicht berücksichtigt sind Personen, die unter den Übersichten bei #Siehe auch gelistet sind.

### A
- Manfred Ach (1940–2024), Politiker (CSU), Mitglied des Bayerischen Landtages
- Renate Ackermann (* 1952), Politikerin (Bündnis 90/Die Grünen, mut)
- Wilhelm Adam (1877–1949), Generaloberst
- Johann Ferdinand Albert (1745–1839), Regierungsdirektor und Direktor des Appellationsgerichts
- Albrecht I. von Brandenburg-Ansbach (1490–1568), erster Herzog von Preußen
- Albrecht Alcibiades von Brandenburg-Kulmbach (1522–1557), Markgraf von Brandenburg-Kulmbach
- Karl vom Stein zum Altenstein (1770–1840), preußischer Staatsmann
- Johann Ammon (1657–nach 1741), Bildhauer, Stuckateur, Steinmetz und Baumeister
- Georg Nikolaus von Appolt (1671–1739), brandenburgisch-ansbachischer Hofbeamter
- Ferdinand Arnold (1828–1901), Botaniker

### B
- Karl Ballenberger (1801–1860), Historienmaler
- Ernst von Bandel (1800–1876), Maler und Bildhauer
- Eduard Bauer-Bredt (1878–1945), Landschafts- und Porträtmaler
- Werner Bautz (1949–2008), Mediziner
- Friedrich Beißer (1934–2019), Professor für Systematische Theologie an der Johannes-Gutenberg-Universität Mainz
- Ludwig Ernst von Benkendorf (1711–1801), sächsischer Reitergeneral
- Albert von Bezold, Physiologe
- Georg Birnbaum (1890–1948), Dermatologe und Hochschullehrer
- Herbert Blendinger (1936–2020), Komponist und Bratschist
- Marcus Élieser Bloch (1723–1799), Ichthyologe
- Gisela Bornowski (* 1962), lutherische Theologin, Regionalbischöfin von Ansbach-Würzburg
- Barbara von Brandenburg, Markgräfin von Brandenburg
- Caroline von Brandenburg-Ansbach (1683–1737), Markgräfin von Brandenburg-Ansbach
- Marie von Brandenburg-Kulmbach (1519–1567), Prinzessin von Brandenburg-Kulmbach
- Wilhelm von Brandenburg-Ansbach-Kulmbach (1498–1563), Erzbischof von Riga
- Walter Brandmüller (* 1929), Theologe und Kirchengeschichtler, Präsident des Päpstlichen Komitees für Geschichtswissenschaft, Kardinal
- Karl Brater (1819–1869), Politiker und Publizist
- Klaus Dieter Breitschwert (* 1943), Politiker (CSU), Mitglied des Bayerischen Landtages
- Heinrich von Breslau (1784–1851), Pharmakologe, Leibarzt und Hochschullehrer
- Matthias Buchinger (1674–1739), Künstler und Illustrator, v. a. auf den Britischen Inseln
- Christian Bürckstümmer (1874–1924), evangelischer Geistlicher und Hochschullehrer an der Universität Erlangen
- Karl Burkhardt (1910–1997), Oberbürgermeister (CSU)
- Ludwig Burkhardt (1872–1922), Chirurg
- Heinrich Christoph Büttner (1766–1816), Jurist, Topograf und Historiker

### C
- Johann Cicero (1455–1499), Markgraf von Brandenburg
- Carl Christoph Cramer (1750–1827), Steuereinnehmer, Consulent und kgl. Hofrat in Geogau
- Melchior Conrad Cramer (1672–1760), Arzt, Mitglied der Königlich Preußischen Akademie der Wissenschaften
- Friedrich Krafft von Crailsheim (1841–1926), Politiker (parteilos, nationalliberal), u. a. als Vorsitzender des Ministerrates[2]
- Johann Friedrich von Cronegk (1731–1758), Dichter

### D
- Gerhard Dehm (* 1965), Materialwissenschaftler
- Karl Deuringer (1879–1946), Militärhistoriker und Archivar
- Walter Dietz (* 1955), evangelischer Theologe
- Heinrich Dittmar (1792–1866), bayerischer Pädagoge
- Danilo Dittrich (* 1995), Fußballspieler
- Alban von Dobeneck (1833–1919), Landwirt, Politiker und Genealoge vogtländischer Adelsgeschlechter
- Wilhelmine von Dörnberg (1803–1835), Fürstin von Thurn und Taxis
- Johannes Dürrner (1810–1859), Komponist und Musikdirektor

### E
- Franz Eichhorn (1904–1982), Filmregisseur, Drehbuchautor und Schriftsteller
- Edgar Eichorn (1905–?), Kameramann
- Ludwig Eichhorn (1921–1960), Politiker, Mitglied des Bayerischen Landtags
- Wolfgang Eichhorn (* 1933), Wirtschaftsmathematiker
- Friedrich Casimir Elias Eichler von Auritz (1768–1829), Offizier und Vorsitzender der Gesetzlosen Gesellschaft zu Berlin
- Elisabeth von Brandenburg-Ansbach (1451–1524), Prinzessin von Brandenburg, durch Heirat Herzogin von Württemberg
- Theodor Endres (1876–1956), Offizier, General der Artillerie
- Wilhelm Engel (1903–1954), evangelisch-lutherischer Pfarrer und NSDAP-Mitglied
- Emil Engelhardt (1887–1961), Philosoph und Schriftsteller
- Gerhard Ernst (* 1937), Philologe, Romanist und Hochschullehrer
- Theodor Escherich (1857–1911), Kinderarzt und Bakteriologe
- Kurt von Eyb (1864–1942), Verwaltungsjurist und Bezirksamtmann

### F
- Dominik Farnbacher (* 1984), Autorennfahrer
- Mario Farnbacher (* 1992), Rennfahrer
- Hermann Fegelein (1906–1945), General der Waffen-SS
- Waldemar Fegelein (1912–2000), Offizier der Waffen-SS
- Karl Feigel (1878–?), Verwaltungsgerichtsdirektor und Bezirksamtsvorstand
- Ralf Felber (1954–2019), Oberbürgermeister (SPD) von Ansbach
- Ernst Feldbauer (1886–1946), Verwaltungsjurist, Bezirksamtsvorstand und Ministerialbeamter
- Georg Friedrich I. (1539–1603), Markgraf des Fürstentums Brandenburg-Ansbach
- Markus Friedrich (* 1974), Historiker
- Friedrich V. (1460–1536), Markgraf von Brandenburg-Ansbach
- Karl Funk von Senftenau (1744–1806), deutsch-österreichischer Generalmajor und Feldmarschall-Leutnant
- Hermann von Fürst (1837–1917), Forstwissenschaftler, Hochschullehrer und -direktor

### G
- Luisa Geiselsöder (* 2000), Basketballspielerin
- Marie von Geldern-Egmond (1875–1970), Kunstgewerblerin und Innenarchitektin
- Georg (1484–1543), Markgraf des fränkischen Fürstentums Ansbach
- Maximilian Glaß (1816–1855), Mitglied der Frankfurter Nationalversammlung
- Konrad Goehl (* 1938), Altphilologe, Mittellateiner, Germanist und Medizinhistoriker
- Dieter Götz (1942–2020), Anglist, Sprachwissenschaftler und Hochschullehrer
- Rolf Griebel (* 1949), Bibliothekar
- Joachim Gruber (* 1937), Klassischer Philologe und Hochschullehrer
- Friedrich Güll (1812–1879), Dichter
- Gumbert von Ansbach († 795), Benediktinerabt und Heiliger
- Adolf Günther (1881–1958), Rechts- und Staatswissenschaftler und Hochschullehrer

### H
- Lorenz Andreas Hamberger (1690–1718), Rechtswissenschaftler, Prozessrat in Ansbach
- Karl Hammer (1936–2010), evangelischer Kirchenhistoriker
- Richard Hänel (1895–unbekannt), Oberbürgermeister (NSDAP)
- Heinrich Carl Alexander Hänlein (1762–1829), evangelischer Theologe
- Wilhelm Hecht (1843–1920), Holzschneider und Radierer
- Herbert Hechtel (1937–2014), Komponist
- Ferdinand Herbst (1890–1950), evangelischer Theologe
- Melanie Herrmann (* 1989), deutsch-österreichische Handballspielerin
- Johann Caspar Herterich (1843–1905), Historien- und Genremaler
- Karl Andreas Hofmann (1870–1940), Chemiker, Hochschullehrer und Geheimer Regierungsrat
- Wilhelm vom Holtz (1801–1868), Jurist und Politiker
- Fritz Hommel (1854–1936), Orientalist

### J
- Michael Jakob (* 1978), Autor, Slam-Poet und Moderator, sowie Veranstalter von Poetry-Slam-Veranstaltungen
- Erika Jordan (* 1982), US-amerikanische Schauspielerin und Model
- Gustav Josephthal (1831–1914), Rechtsanwalt
- Johann Zacharias Leonhard Junkheim (1729–1790), Theologe, Rektor, Philologe und Liederdichter

### K
- Karl Wilhelm Friedrich (Brandenburg-Ansbach) (1712–1757), Landesherr des Fürstentums Ansbach
- Kasimir (1481–1527), Markgraf von Brandenburg-Kulmbach
- Friedrich Alexander Keyl (1809–1878), Mitglied der Bayerischen Abgeordnetenkammer
- Alex King (* 1985), Basketball-Spieler
- Daniel Klose (* 1979), Dartspieler
- Olga Knoblach-Wolff (1923–2008), Malerin, Grafikerin und Dichterin
- Friedrich Kolb (1917–2012), Arzt
- Gustav Kolb (1870–1938), Psychiater
- Hans König (1910–2002), Physiker und Hochschullehrer
- Hans-Georg Koppensteiner (1936–2025), Rechtswissenschaftler und Hochschullehrer
- Victor Kraus (* 1954), Maler
- Carl Kreul (1805–1867), Maler und Erfinder
- Torsten Krill (* 1971), Schlagzeuger und Komponist
- Regina Kunz (* 1962), deutsch-schweizerische Internistin, Klinische Epidemiologin und Hochschullehrerin

### L
- Adalbert von Ladenberg (1798–1855), preußischer Politiker
- Leopold von Leonrod (1829–1905), Jurist und bayerischer Justizminister
- Günther von Le Suire (1846–1906), bayerischer Generalmajor und Kammerherr
- Adolf von Liederscron (1893–1973), Landrat in Wolfratshausen
- Robert Limpert (1925–1945), kurz vor Einmarsch der amerikanischen Truppen hingerichteter katholischer Widerstandskämpfer
- Walther von Lindenfels (1878–1938), Politiker (NSDAP) und SA-Führer
- Curt Loeffelholz von Colberg (1874–1945), Politiker (NSDAP)
- Lilly Lucas (* 1987), Romanautorin und Germanistin

### M
- Anne-Katrin Mahlein (* 1981), Phytomedizinerin an der Universität Göttingen
- Thomas May (* 1959), American-Football-Spieler
- Julius Karl Mayr (1888–1965), Mediziner und Hochschullehrer
- Hermann Mertz von Quirnheim (1866–1947), Generalleutnant und Präsident des Reichsarchivs
- Gustav Ritter von Meyer (1834–1909), Justizrat und Ehrenbürger von Bayreuth
- Johann Matthias von Meyer (1814–1882), Geistlicher und Oberkonsistorialpräsident der Landeskirche in Bayern
- Karl Meyer (1862–1937), Jurist, Präsident des Oberlandesgerichtes München
- Anna Euphrosine Mogen (1686–1748), Schriftstellerin
- Peter Moosleitner (1933–2015), Gründungsherausgeber des populärwissenschaftlichen P.M. Magazins
- Gabriel Müller (1688–nach 1760), Maler und Naturaliensammler
- Lars Müller-Marienburg (* 1977), deutsch-österreichischer lutherischer Geistlicher
- Friedrich von Muck (1824–1899), bayerischer General der Infanterie und Generaladjutant

### N
- Karl Ferdinand Friedrich von Nagler (1770–1846), Generalpostdirektor des Norddeutschen Bundes
- Eric Nzeocha (* 1993), Football-Spieler in der NFL
- Mark Nzeocha (* 1990), Football-Spieler in der NFL

### O
- Georg Oberhäuser (1798–1868), Optiker und Mikroskophersteller
- Georg Christian Oeder (1728–1791), Botaniker
- Günther Orth (* 1963), Arabist, Dolmetscher und Hochschullehrer

### P
- Bernhard Pabst (* 1960), Philologe
- Lydia Pflanz (* 1949), Politikerin
- August von Platen-Hallermünde (1796–1835), Dichter, siehe auch August-Graf-von-Platen-Preis
- Andreas Popp (* 1973), Jurist und Hochschullehrer
- Sebastian Preiß (* 1981), Handballspieler

### R
- Peter Rauch (1495–1558), Weihbischof in Bamberg
- Edwin von Rauscher auf Weeg (1852–1924), Generalleutnant
- Albert Reif (* 1951), Vegetationsökologe und Hochschulprofessor
- Leonhard Ritter (1878–1938), im Ortsteil Eyb geborener Architekt
- Ernst Ludwig Rochholz (1809–1892), Germanist und Sagenforscher
- Albert Rutz (1846–1908), Generalmajor

### S
- Andreas Schalk (* 1984), Unternehmer und Politiker (CSU)
- Friedrich Schamberger (1788–1829), Oberkirchenrat in München
- Otto Scherzer (1821–1886), Universitätsmusikdirektor in Tübingen als Nachfolger Friedrich Silchers
- Werner Schlegel (* 1951), Schriftsteller
- Hans Michel Schletterer (1824–1893), Musiker
- Patrick Schmidt (* 1992), Handballspieler
- Abdias Schneider (vor 1673–1733), Organist und Kirchenmusikdirektor
- Conrad Michael Schneider (1673–1752), Komponist, Organist und Kirchenmusikdirektor
- Joachim Schneider (* 1960), Historiker
- Patrick Schneider (* 1992), Leichtathlet
- Rudolf von Schreiber (1848–1911), Jurist, Bezirksamtmann in Bad Tölz, Wirklicher Geheimrat
- Carl Julius Wilhelm Ernst von Schumm (1794–1863), württembergischer Oberamtmann und Regierungspräsident
- Johann Schuster (1900–1966), Maler
- Sebastian Schwager (* 1984), Radrennfahrer
- Otfried Schwarz (1912–1999), Finanzjurist und Bundesrichter
- Friedrich Seybold (1829–1888), Buchhändler, Politiker und Mitglied des Deutschen Reichstags
- Stefan Sichermann (* 1981), Gründer der Satire-Seite Der Postillon; wuchs in einem Ort nahe Ansbach auf
- John Christopher Smith (1712–1795), deutsch-englischer Komponist, Vertrauter von Georg Friedrich Händel
- Friedrich Julius Heinrich von Soden (1754–1831), Schriftsteller
- Robert Spindler (1893–1954), Anglist
- Wilhelm Stadler (1884–1956), Jurist und Industriemanager
- Georg Ernst Stahl (1659–1734), Chemiker, Mediziner und Metallurge
- Reinhold Stamminger (* 1969), Basketballspieler
- Hermann Freiherr von Stein (1859–1928), General der Artillerie
- Gerhard Strube (* 1948), Direktor des Center for Cognitive Science an der Albert-Ludwigs-Universität Freiburg

### T
- Thomas Täglichsbeck (1799–1867), Violinist, Kapellmeister und Komponist
- Fabian Theis (* 1976), Informatiker
- Abdias Trew (1597–1669), Astronom
- Heinz Troll (1939–2020), Politiker (REP)
- Martina Trumpp (* 1986), Violinistin und Pädagogin

### U
- Georg Karl Urlaub (1749–1811), Maler
- Johann Peter Uz (1720–1796), Dichter

### V
- Friedrich Vogel (1829–1895), Kupferstecher
- Johann Michael Voit (1771–1846), Architekt
- Georg Volkert (1945–2020), Fußballspieler

### W
- Joseph Wilhelmi (1597–1652), evangelisch-lutherischer Geistlicher und Dichter
- Walter Winkler (1942–2022), Jurist, Richter am Bundesgerichtshof
- Georg Simon Winter von Adlersflügel (getauft 1629–1701), Reitmeister, Hippiatriker und Buchautor
- Christian Wurm (1771–1835), Polizeikommissär der Stadt Nürnberg 1806 bis 1818

### Z
- Reinhold Zippelius (* 1928), Jurist und Rechtswissenschaftler

## Personen, die vor Ort wirken oder gewirkt haben
Die folgende Aufstellung erhebt keinen Anspruch auf Vollständigkeit und führt nur Personen, die nicht bereits unter #Ehrenbürger, #Oberbürgermeister oder den Übersichten bei #Siehe auch gelistet sind.
- Theodor Alt (1846–1937), Maler
- Andreas Althamer (um 1500–um 1539), Reformator
- Ferdinand Jakob Baier (1707–1788), Mediziner
- Joachim Ludolf von Bassewitz (1721–1786), Landrat, Geheimrat
- Johann Friedrich Bauder (1741–1831), Geheimer Regierungsrat
- Blasius Berwart (1530–1589), Baumeister
- Mathias Beytler (um 1550–nach 1615), Goldschmied und Kupferstecher
- Max Bezzel (1824–1871), bayerischer Schachmeister
- Franz Bonn (1830–1894), Dichter, Humorist, Staatsanwalt und Richter
- Carl Buzengeiger (1771–1835), Mathematiker, Mineraloge und Hochschullehrer, Professor der Mathematik am Gymnasium
- Claire Clairon (1723–1803), französische Tragödin und Hofmaitresse in Ansbach
- Cornelia Dumler (* 1982), Volleyball-Nationalspielerin
- Johann Samuel Ehrmann (1696–1749), Hofkapellmeister und Musikdirektor der Gumbertuskirche
- Carl Eichhorn (1855–1934), evangelischer Pfarrer und Führer der Gemeinschaftsbewegung
- Jacob Friedrich Georg Emmrich (1766–1839), Hochschullehrer und Appellationsgerichtsrat in Ansbach
- Albrecht von Eyb (1420–1475), geboren auf Schloss Sommersdorf, Humanist und Schriftsteller
- Ludwig Feuerbach (1804–1872), Philosoph
- Paul Johann Anselm von Feuerbach (1775–1833), Jurist, Vater von Ludwig Feuerbach und Vormund von Kaspar Hauser
- Johann Wilhelm Fliesen (1766–1852), evangelischer Kirchenjurist, bayerischer Beamter
- Ludwig von Förster (1797–1863), Architekt (Wiener Ringstraße, drei Synagogen in Wien und Budapest)
- Evert Fraterman (* 1950), niederländischer Rock- und Fusionsmusiker
- Christian Heinrich Freiesleben (1696–1741), Autor, Jurist und Professor
- Ingo Friedrich (* 1942), Hochschullehrer
- Waldemar Fritsch (1909–1978), Porzellanplastiker
- Leonhart Fuchs (1501–1566), Arzt und Autor
- Anton Graff (1736–1813), Porträtmaler des späten 18. und frühen 19. Jahrhunderts
- Aaron Bär Grünbaum (1812–1893), Distriktsrabbiner und Prediger
- Bernhard Joachim Hagen (1720–1787), Mitglied der Hofkapelle (1769–1787, Violinist und Lautenist)
- Christoph Christian Händel (1671–1734), evangelischer Theologe und Generalsuperintendent
- Gottfried Händel (1644–1698), evangelischer Theologe und Lieddichter
- Siegfried Haenle (1814–1889), Jurist, Schriftsteller und Regionalhistoriker, Haenle arbeitete ab 1858 in Ansbach und forschte zur Geschichte der Stadt
- Johann Georg Hasenest (1688–1771), Mediziner, Stadtphysicus und Leibarzt am Hof in Ansbach
- Kaspar Hauser (angeblich 1812–1833), Findelkind, lebte ab 1831 in Ansbach und starb an einer im Hofgarten erlittenen Stichwunde
- Bernd Heesen (* 1964), Hochschullehrer
- Georg D. Heidingsfelder (1899–1967), Heimatdichter; Grammatik des Ansbachischen, katholischer Widerstand gegen Hitler
- Martin Heidingsfelder (* 1965), Football-Nationalspieler
- Johann Moritz Hofmann (1653–1727), Mediziner, Leibarzt am Hof in Ansbach
- Johann Friedrich Hunger (1800–1837), Rechtswissenschaftler und Universitätsprofessor
- Georg Hutter (um 1472–1531), Theologe und Büchersammler
- Jörg Jaksche (* 1976), Profi-Radrennfahrer
- Hans-Otto Keunecke (* 1945), Bibliothekar
- Jakob Friedrich Kleinknecht (getauft 1722–1794), Komponist
- Tobias Knobloch (1574–1634), Arzt und medizinischer Schriftsteller, Knobloch wirkte als Stadtphysicus von Ansbach
- Wolf Knüpffer (* 1967), Hochschullehrer
- Ernst Kober (1885–1963), Professor, Stadtarchivar und Museumsleiter in Ansbach
- Hans Koessler (1853–1926), Komponist, Hochschullehrer
- Pinchas Kohn (1867–1941), Rabbiner
- Laurentius Laelius (1572–1634), Theologe, Stadtpfarrer und Generalsuperintendent in Ansbach
- Ludwig von Leonrod (1774–1859), Präsident des Ansbacher Appellationsgerichts sowie des Landrats
- Gerhard Mammen (1947–2012), Professor und Präsident der Hochschule Ansbach
- Simon Marius (1573–1624/25), Astronom, der die Monde des Jupiter von den Türmen des Schlosses aus noch vor Galileo Galilei entdeckt haben soll
- Jakob Meiland (1542–1577), Komponist und erster Hofkapellmeister in Ansbach
- Johann Christian Friedrich Meyer (1777–1854), Forstwissenschaftler, war von 1818 bis 1849 Regierungs- und Forstrat in Ansbach
- Gabriel Müller (um 1688–nach 1760), Maler
- Benjamin Neukirch (1665–1729), Dichter und Herausgeber, für die Entwicklung des deutschen galanten Stils maßgeblich
- Johann Friedrich Wilhelm von Neumann (1699–1768), fürstlicher Rat
- Wolfgang Gabriel Pachelbel von Gehag (1649–1728), Rechtswissenschaftler und Geheimrat
- Georg Parsimonius (um 1512–1576), evangelischer Theologe, Reformator und Konfessionalist
- Juda Pinhas (1727–1793), Hofmaler des Markgrafen Karl Wilhelm Friedrich von Ansbach
- Wolfgang Heinrich Puchta (1769–1845), Rechtswissenschaftler, war Verwaltungsbeamter und Richter am Landgericht
- Wilhelm Rebay von Ehrenwiesen (1909–2004), Jurist war Anfang der 1950er Jahre Regierungsdirektor in Ansbach
- Johann Rurer (um 1480–1542), Reformator
- Max Schmidt (* 13. Februar 1899; † 28. September 1977 in Ansbach), Fabrikant und Erfinder, Inhaber der Firma Bellmann & Co. Ansbach[4]
- Christian Schoen (* 1970), Kunstwissenschaftler, Kurator, Kommunalpolitiker
- Hermann Schreibmüller (1874–1956), Gymnasiallehrer und Historiker
- Susanne Schulz (* 1963), Regisseurin, Dramaturgin, Autorin und Intendantin
- Johann Christoph Schuster (1759–1823), Uhrmacher und Erfinder von Rechenmaschinen, in Ansbach verstorben
- Hans Staehler (1898–1969), Agrarwissenschaftler, wuchs in Ansbach auf
- Nicolaus Schwebel (1713–1773), Philologe, Dichter und Pädagoge, Rektor des Gymnasiums illustre der Stadt
- Giuseppe Torelli (1658–1709), italienischer Komponist und markgräflicher Hofkapellmeister von 1698 bis 1699
- Wilhelm Wiedfeld (1893–1970), Publizist und Journalist
- Julius Conrad von Yelin (1771–1826), Mathematiker und Physiker, von 1794 bis 1806 am Gymnasium Carolinum